# 中江翼
中江 翼（なかえ つばさ、1985年〈昭和60年〉2月3日 - ）は、日本の俳優。奈良県出身。身長176cm、血液型O型。ケイファクトリー所属。

## 概要
早稲田大学理工学部応用化学科卒業。日本国内と日本国外の映画・テレビドラマ・演劇・CMと幅広く活動している。
2008〜2012年まで台湾在住。台湾新人発掘オーディションである「多曼尼第一届麻辣新秀大会」にて4位入賞。台湾滞在時に、日本のフジテレビドラマ「東京リトル・ラブ」の主演オーディションに台湾人の中、唯一の日本人でオーディションに参加し、主演に抜擢される。
2015年に韓国の映画監督キム・ギドクの作品「STOP」の主役に抜擢される。
日本以外でも台湾三立電視台「冒険王」「愛玩客」、アメリカ、イギリス等の作品にも出演。
その他、俳優として活躍するだけでなく舞台の演出も手掛ける。
日本から海外で活動出来る俳優育成を目的としたB&B studioを主宰し、アクティングコーチとしても活動している。

## 出演

### 映画
- US（2006年） - 主演
- 空の彼方（2006年） - 主演
- GROW（2007年、監督：榊英雄）
- 謝謝OSAKA（2011年、監督：山田勇人、沖縄国際映画祭上映作品） - 主演
- KIDS=ZERO キッズ＝ゼロ（2014年、監督：須山和泰）
- STOP（2016年、監督：キム・ギドク） - 主演
- 武魂〜浅井哲彦物語〜（2017年） - 主演・浅井哲彦 役[1]（日本台湾合作映画）
- enemy within（2019年）- SABURO 役
- 沈黙の艦隊(2023年) - 松中健二　役

### テレビドラマ
- 「東京リトル・ラブ」（2010年、フジテレビ） - クォン 役
- 「シュガーレス」（2012年、日本テレビ） - 津久井 役
- 「コンフィデンスマンJP」第10話（2018年6月11日、フジテレビ）
- 「オペレーションZ ～日本破滅、待ったなし～」第1話（2020年3月15日、WOWOW）
- 「知らなくていいコト」第8話（2020年2月）
- 「七人の秘書」第3話（2020年11月）
- 「愛しい嘘〜優しい闇〜」第1話（2022年1月14日、テレビ朝日）
- 「Dr.チョコレート」第1話（2023年4月22日、日本テレビ） - 中島 役
- 「雨に消えた向日葵」(2022年、WOWOW)
- 「マウンテンドクター」第2話（2024年7月15日、関西テレビ・フジテレビ）[2]
- 「沈黙の艦隊」(2024年、Amazon) -松中健二　役

### 配信ドラマ
- 「密フェチ」（2012年、BeeTV）
- 「MALICE」第3話（2023年9月14日、U-NEXT） - サクマ 役

### CM
- 「BACARDI MOJITO」 / バカルディジャパン（2012年）
- 「大乱闘！三国志バトル」 / DeNA（2012年）
- 「ウエラトーン2Plus1」 / WELLA（2012年3月〜）
- 「おとなのとんがりコーン」 / ハウス食品（2014年8月〜）